# حساب التيار المتردد
حساب التيار المتردد في الهندسة الكهربائية (بالإنجليزية: alternating Current) وهي طرق تختص بحساب العلاقة بين التيار الكهربائي والجهد الكهربائي في دارة كهربائية موصلة بمصدر كهربائي متردد. سيعتبر هنا الجهد المتردد بأنه يتبع دالة جيبية مع الزمن.
ويرجع حساب التيار المتردد المركب إلى أرثر كينيلي وشارلز شتاينمتز، وهي طريقة أسهل من طريقة الحساب بالمعادلات التفاضلية:

## مقدمة
تعتبر تعيين التيار الكهربائي من الجهد الكهربائي المتردد في دارة كهربائية من أحد مسائل التقنية الكهربائية.
إذا كان الجهد ثابتا U فيمكن حساب التيار، وإذا كان التيار ثابتا I فيمكن حساب الجهد في الدائرة، وتسمى النسبة {\displaystyle U/I} مقاومة كهربية R أو النسبة {\displaystyle I/U} موصلية G.
وفي التعامل مع التيار المتردد نتعامل مع تيار وجهد يعتمدان على الزمن. وسنعتبر في حالتنا هذه حالة جهد يتغير مع الزمن بانتظام طبقا لدالة جيبية. وسنستعمل لقيمة التيار والجهد المتغيرة مع الزمن الحروف الصغيرة، حيث يكون الجهد u ويكون التيار i.
نفترض دائرة الكهربائية تحوي مقاومة وملف ومكثف. في تلك الدائرة تكون شدة التيار متناسبة مع الجهد طبقا للعلاقة،
- تكون المقاومة R:

{\displaystyle i={\frac {u}{R}}}
- وتكون المحاثة L:

«تغير» شدة التيار تكون متناسبة مع الجهد،
{\displaystyle {\mathrm {d} i \over \mathrm {d} t}={\frac {u}{L}}}
أو بالتالي،
{\displaystyle {i\cdot L=\int u\cdot \mathrm {d} t}}
- وتكون سعة المكثف C:

"تغير الجهد يكون متناسبا مع التيار:
{\displaystyle {\mathrm {d} u \over \mathrm {d} t}={\frac {i}{C}}}
أو بالتالي:
{\displaystyle {u\cdot C=\int i\cdot \mathrm {d} t}}
فإذا كان الجهد أوالتيار ثابتا، فتكون المقاومة هي الأخرى ثابتة.
وتنطبق المعادلا ت فقط على التيار المستمر. تعني المحاثة النموذجية حالة دائرة وتعني سعة مكثف نموذجية دارة مفتوحة (لا يسري فيها تيار).
ولا ينطبق ذلك عند إعلاق أو فتح الدائرة حيث لا توجد لفترة زمنية قصيرة تيار ثابتة.
فإذا لم تكن القيم المذكورة ثابتة أو إذا كانت الدائرة الكهربية ليست مقاومة أومية بحتة، فتصبح العلاقة بين التيار والجهد معقدة، ويلزم حسابها بالمعادلات التفاضلية. ولكن يمكن حساب تلك القيم بطريقة أبسط في حالات خاصة.
وتمثل حالة تغير التيار مثلا تغيرا دوريا حالة من تلك الحالات الخاصة حيث يتبع الجهد دالة جيبية:
{\displaystyle i(t)={\hat {\imath }}\cdot \sin(\omega t+\varphi _{i})}
أو يتغير الجهد تبعا لدالة جيبية:
{\displaystyle u(t)={\hat {u}}\cdot \sin(\omega t+\varphi _{u})}
حيث:
{\displaystyle {\hat {u}}} وبالتالي {\displaystyle {\hat {\imath }}} القيمة العظمى المسماة مطال المتغير،
{\displaystyle \omega =2\mathrm {\pi } f\ } التردد الزاوي
{\displaystyle \varphi _{u}\ } وبالتالي {\displaystyle \varphi _{i}\ } زاوية الطور الصفرية للمتغير u والمتغير i . ويسمى {\displaystyle \varphi _{u}-\varphi _{i}\ } فرق الطور بين المتغيرين.
ويكون تغير الجهد والتيار مطابقا لموجة جيبية بنفس التردد وبالتالي بنفس زمن الدورة.
ولحساب تلك المسالة يلزم استخدام الأعداد المركبة، حيث أنها تسهل حساب المثلاثات.

## الحساب بالأعداد المركبة

مؤشر الجهد بالتمثيل المركب

يمكن تمثيل حركة موجة جيبية عن طريق مؤشر يدور بسرعة زاوية ω في مستوي مركب، بحيث يكون طول المؤشر مساويا لمطال الموجة.
بذلك تتغير الدالة من دالة معتمدة على الزمن إلى دالة تعتمد على الزاوية. وتتزايد الزاوية بتغير
{\displaystyle \varphi (t)=\omega t+\varphi _{0}}
وبالنسبة للجزء التخيلي يستخدم الحرف j (حيث j2 = -1) حتى لا يحدث اختلاط بينه وبين التيار i .
ويمكن صياغة الجهد كعدد مركب:
{\displaystyle {\underline {u}}(\omega t)={\hat {u}}\cdot (\cos(\omega t+\varphi _{u})+\mathrm {j} \cdot \sin(\omega t+\varphi _{u}))={\hat {u}}\cdot \mathrm {e} ^{\mathrm {j} (\omega t+\varphi _{u})}}
بالمثل يمكن صياغة التيار كعدد مركب:
{\displaystyle {\underline {i}}(\omega t)={\hat {\imath }}\cdot (\cos(\omega t+\varphi _{i})+\mathrm {j} \cdot \sin(\omega t+\varphi _{i}))={\hat {\imath }}\cdot \mathrm {e} ^{\mathrm {j} (\omega t+\varphi _{i})}}
ويمثل العدد المركب بالإحداثيات القطبية.
وتمثل القيم الحقيقية كالجزء الحقيقي للأعداد المركبة:
{\displaystyle u(\omega t)=\operatorname {Re} \ {\underline {u}}(\omega t)}
{\displaystyle i(\omega t)=\operatorname {Re} \ {\underline {i}}(\omega t)}
بذلك يتكون كل من الجهد المركب والتيار المركب من جزئين: من مطال الجهد وبالتالي مطال التيار (وهما {\displaystyle {\hat {u}}} وبالتالي {\displaystyle {\hat {\imath }}}) وجزء آخر وهو الزاوية. وتتكون الزواوية من جزء ثابت - زاوية الطور الصفرية ({\displaystyle \varphi _{u}} وبالتالي {\displaystyle \varphi _{i}}) وجزء متغير {\displaystyle \omega t\ } .
ولحساب الجهد الفعلي نضع:
{\displaystyle {\underline {U}}={\frac {\hat {u}}{\sqrt {2}}}\cdot \mathrm {e} ^{\mathrm {j} \varphi _{u}}=U\cdot \mathrm {e} ^{\mathrm {j} \varphi _{u}}}
وبالتالي يكون حساب التيار الفعلي :
{\displaystyle {\underline {I}}={\frac {\hat {\imath }}{\sqrt {2}}}\cdot \mathrm {e} ^{\mathrm {j} \varphi _{i}}=I\cdot \mathrm {e} ^{\mathrm {j} \varphi _{i}}}
ويكون مقدار المتغيرين i و u في أي لحظة:
{\displaystyle {\underline {u}}={\sqrt {2}}\cdot {\underline {U}}\cdot \mathrm {e} ^{\mathrm {j} \omega t}}
و
{\displaystyle {\underline {i}}={\sqrt {2}}\cdot {\underline {I}}\cdot \mathrm {e} ^{\mathrm {j} \omega t}}

## اقرأ أيضا
- معاوقة
- مقاومة
- معاوقة الدخول
- دائرة مقاومة ومكثف
- دائرة مقاومة وملف
- دائرة رنان توافقي
- دائرة رنين
- مرشح
- رنان ملف ومكثف
- محاثة متبادلة
- دورة (فيزياء)
- معادلات التلغراف

| وحدات الكهرومغناطيسية القياسية  | وحدات الكهرومغناطيسية القياسية               | وحدات الكهرومغناطيسية القياسية | وحدات الكهرومغناطيسية القياسية | وحدات الكهرومغناطيسية القياسية |
| رمز الكمية                      | الكمية                                       | الواحدة                        | رمز الواحدة                    | الأبعاد                        |
| ------------------------------- | -------------------------------------------- | ------------------------------ | ------------------------------ | ------------------------------ |
| I                               | التيار                                       | أمبير (وحدات قياسية)           | A                              | A                              |
| Q                               | شحنة كهربائية                                | كولوم                          | C                              | A·s                            |
| V                               | فرق الجهد                                    | فولت                           | V                              | J/C = kg·m2·s−3·A−1            |
| R، Z، X                         | مقاومة، معاوقة، مفاعلة بالترتيب              | أوم                            | Ω                              | V/A = kg·m2·s−3·A−2            |
| ρ                               | مقاومية                                      | أوم متر                        | Ω·m                            | kg·m3·s−3·A−2                  |
| P                               | القدرة الكهربائية                            | واط                            | W                              | V·A = kg·m2·s−3                |
| C                               | سعة كهربائية                                 | فاراد                          | F                              | C/V = kg−1·m−2·A2·s4           |
| {\displaystyle F^{-1}}          | مرانة                                        | مقلوب الفاراد                  | F−1                            | kg·m2·A−2·s−4                  |
| {\displaystyle \,\varepsilon }  | سماحية                                       | فاراد لكل متر                  | F/m                            | kg−1·m−3·A2·s4                 |
| Y ، G ، B                       | مسامحة، مواصلة، مطاوعة                       | سيمنز                          | S                              | Ω−1 = kg−1·m−2·s3·A2           |
| {\displaystyle \,\sigma }       | موصلية                                       | سيمنز في متر                   | S/m                            | kg−1·m−3·s3·A2                 |
| {\displaystyle \,\phi }         | تدفق مغناطيسي                                | فيبر                           | Wb                             | V·s = kg·m2·s−2·A−1            |
| B                               | كثافة التدفق المغناطيسي أو المجال المغناطيسي | تيسلا                          | T                              | Wb/m2 = kg·s−2·A−1             |
| H                               | شدة المجال المغناطيسي                        | أمبير لكل متر                  | A/m                            | A·m−1                          |
| {\displaystyle {\mathfrak {R}}} | ممانعة                                       | أمبير لكل فيبر                 | A/Wb                           | kg−1·m−2·s2·A2                 |
| L                               | محاثة مغناطيسية                              | هنري                           | H                              | Wb/A = V·s/A = kg·m2·s−2·A−2   |
| {\displaystyle \,\mu }          | نفاذية                                       | هنري على متر                   | H/m                            | kg·m·s−2·A−2                   |
| {\displaystyle \ \chi }         | قابلية مغناطيسية                             | (بلا أبعاد)                    | χ                              | -                              |